# Mycobacterium genavense
Mycobacterium genavense là một loài phát triển chậm của ngành actinobacteria (Gram dương vi khuẩn với cao guanine và cytosine nội dung, một trong những ngành lớn trong tất cả các vi khuẩn), thuộc chi Mycobacterium.

## Mô tả
Không động, cầu trực khuẩn axit (1,0 mm x 2,0 mm). Không hình thành bào tử, nang hoặc sợi nấm trên không.

## Đặc điểm khuẩn lạc
- Các khuẩn lạc nhỏ, trong suốt, không độc và moọc kém (trên môi trường rắn Middlebrook 7H11MJ (Các phòng thí nghiệm Đồng minh).

## Sinh lý học
- Sự tăng trưởng chậm, kém trong môi trường lỏng trong vòng 3-12 tuần ở 31 °C, 37 °C và 42 °C, với sự tăng trưởng tốt hơn một chút ở 45 °C.
- Các môi trường chính để cô lập đòi hỏi môi trường lỏng như môi trường BACTEC 12B, môi trường Middlebrook 7H9.
- Môi trường nước axit như môi trường thử nghiệm pyrazinamidase BACTEC, có thể tạo điều kiện cách ly chính.
- Không tăng trưởng trên các môi trường thường như Löwenstein-Jensen, phương tiện truyền thông Middlebrook 7H11 hoặc Middlebrook 7H10 chưa được bổ sung.
- Sự phát triển rõ rệt trên môi trường rắn Middlebrook 7H11 được bổ sung với MJ sau khi cấy với môi trường nuôi cấy trong vòng 3-9 tuần.
- Nhạy cảm với streptomycin và rifampicin
- Chịu được isoniazid và ethambutol

## Đặc điểm khác biệt
- Sự khác biệt với các vi khuẩn mycobacteria chậm phát triển khác do sự kém phát triển khi nuối cấy của nó.
- Liên quan chặt chẽ với M. simiae bằng cách đánh giá trình tự 16S rDNA.

## Sinh bệnh học
- Gây bệnh cơ hội. Không thể phân biệt lâm sàng với các bệnh nhiễm trùng tổng quát ở bệnh nhân AIDS do các chủng phức hợp M. avium, nhưng có liên quan nhiều hơn đến rối loạn đường tiêu hóa.
- Nguyên nhân phổ biến nhất của bệnh mycobacteria trong vẹt và vẹt đuôi dài.